# 리버사이드 교회

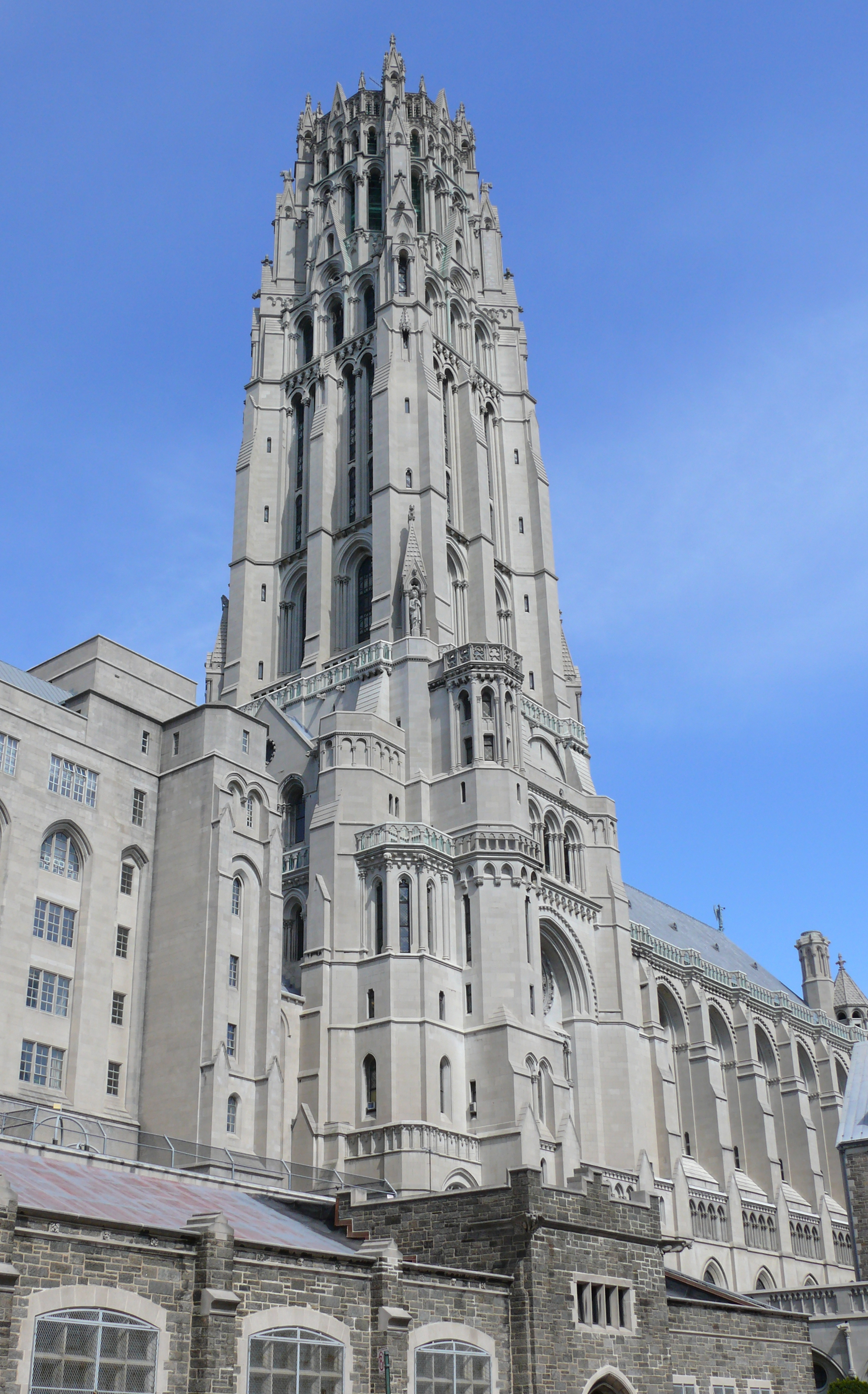
리버사이드 교회

리버사이드 교회(Riverside Church)는 뉴욕 맨해튼에 위치한 교회로, 해리 에머슨 포스딕과 존 D. 록펠러가 함께 세웠다. 1927년 건축을 시작하여 1933년 완성하였다. 1964년, 8월 9일, 마틴 루터 킹의 베트남 전쟁을 반대하는 연설이 여기서 진행되기도 했다.